# Salmincola edwardsii
Salmincola edwardsii är en kräftdjursart som först beskrevs av Olsson 1869.  Salmincola edwardsii ingår i släktet Salmincola och familjen Lernaeopodidae. Inga underarter finns listade i Catalogue of Life.